# Fæstningsarrest
Fæstningsarrest eller ærefuld arrest er en frihedsstraf, som i ældre tid blev udstået i kronens fæstninger og slotte. Straffen var som oftest forbundet med tvangsarbejde. Brugen af fæstningsarrest ophørte i Danmark i 1700-tallet.
Udenfor Danmark var straffen i brug indtil 1900-tallet, f.eks. idømtes Adolf Hitler fæstningsarrest, hvorunder han dikterede Mein Kampf (dansk: "Min Kamp") til sin daværende sekretær Rudolf Heß, mens han i 1924 sad i fæstningsarrest i Landsberg am Lech efter kupforsøg i München.

## Fanger i fæstningsarrest
- August Bebel
- Adolf Hitler
- Rudolf Heß
- Karl Liebknecht
- Rosa Luxemburg
- Werner von Siemens
- Magnus Stenbock
- H.R. Hiort-Lorenzen
- Georg Laursen

## Literatur
- Manfred Böckling: Arbeiter-Abteilung, Arrest und Festungs-Stubengefangenen-Anstalt. Die preußische Feste Ehrenbreitstein als Ort des Strafvollzugs. In: Neue Forschungen zur Festung Koblenz und Ehrenbreitstein, Band 3, hrsg. von Generaldirektion Kulturelles Erbe Rheinland-Pfalz und Deutsche Gesellschaft für Festungsforschung, Regensburg: Schnell & Steiner 2012, S. 63-97. ISBN 978-3-7954-2475-6 (tysk)
- Klaus Jordan: Festungsarrest, Festungshaft, Festungsstrafe. In: Festungsjournal, Zeitschrift der Deutschen Gesellschaft für Festungsforschung e. V., 40 (2011), S. 53.(tysk)
- Jürgen W. Schmidt : „Bau – und Festungsgefangene auf der schlesischen Festung Glatz: Drei ungewöhnliche Schicksale aus den Jahren 1825, 1832 und 1896“ In: „Schlesische Geschichtsblätter“ 2012 (39. Jg.) Heft 2 S.48-71 (tysk)